# Takako Saitō (zapaśniczka)
Takako Saitō (jap. 斉藤貴子 Saitō Takako; ur. 10 sierpnia 1983) - japońska zapaśniczka w stylu wolnym. Brązowa medalistka mistrzostw świata w 2011. Złoto na mistrzostwach Azji w 2011. Piąta w Pucharze Świata w 2011 i dziewiąta w 2012 roku.